# Liotyphlops argaleus
Liotyphlops argaleus är en kräldjursart som beskrevs av Dixon och Kofron 1984. Liotyphlops argaleus ingår i släktet Liotyphlops och familjen Anomalepididae. Inga underarter finns listade i Catalogue of Life.
Arten förekommer i Colombia i provinsen Cundinamarca. Den har troligen samma levnadssätt som andra släktmedlemmar. Exemplaren lever i låglandet. Liotyphlops argaleus gräver i lövskiktet och i det översta jordlagret. Den har myror, termiter och daggmaskar som föda.
Beståndet hotas av landskapsförändringar. Populationens storlek är okänd. IUCN listar arten med kunskapsbrist (DD).